# Mera (mitología)
En la mitología griega, Mera (en griego antiguo, Μαῖρα / Maíra) es el nombre de varios personajes femeninos, que a menudo se diferencian, pero muchas veces no, y que pueden estar relacionados con mitos astrales. No existe una tradición unificada en las fuentes escritas.

### Atlántide
Mera es una hija de Atlante, aunque no se cita a su madre. Es comprendida como una de las ninfas astrales, por tanto vinculada con las Pléyades y las Híades. Con su esposo Tegeates Mera fue madre de Leimón, Escefro, Arquedio, Gortis y Cidón, en su mayoría héroes epónimos. Pausanias complica las cosas e incluso ofrece una segunda versión para Mera, pero dice tan solo que esta descendía de la Mera anterior.

### Prétide
Pausanias nos cuenta que Mera era hija de Preto y Antea, reyes corintios, y que por lo tanto descendía de Tersandro, hijo de Sísifo. Todavía era una doncella cuando murió, lo que podría significar que Ártemis la fulminó con saetas. De todas formas otros dicen que fue la madre de Locro por Zeus. También se dice que Mera se encontró con Odiseo en el Hades con la forma de una sombra, junto con otras reinas célebres.

### Can (Erígone)
Mera también era la perra de Erígone, hija de Icario de Atenas. Icario era devoto del dios del vino Dioniso, pero fue asesinado por unos pastores embriagados por el dios, creyendo que Icario los había envenenado. Erígone fue con Mera en busca de su padre. Mera llevó a Erígone hasta la tumba, y, cuando la encontraron, presos del dolor, ambos se suicidaron: Erígone se ahorcó y Mera se arrojó por un acantilado. Dioniso colocó en el firmamento a Erígone, a Icario y a Mera formando sendos cuerpos celestes: Erígone, la constelación de Virgo; Icario, la del Boyero; y Mera, la estrella Proción.

### Can (Hécuba)
En un ejercicio de creatividad Ovidio nos cuenta como Hécuba se había transformado prodigiosamente en una de las perras de Hécate, cuya misión consistía en causar el terror entre el pueblo tracio con sus horribles aullidos. Esto pudiera ser sorprendente, pero algunos autores imaginan a Hécuba como hija del Sangario, y por lo tanto es una náyade.

### Nereida
Es esta versión Mera es una de las cincuenta nereidas. Al menos en la Ilíada se nos dice que salió junto con sus hermanas a llorar por la muerte de Patroclo.

### Náyade
En esta versión Mera también es una náyade, pero argiva, y una de las hijas del dios fluvial Erasino. Sus hermanas fueron Anquírroe, Mélite y Bise, pero todas recibieron en persona a Britomartis.

### Sacerdotisa
Mera también era una sacerdotisa de Afrodita, y madre de dos hijos asesinados por Tideo durante la guerra de Los siete contra Tebas.